# Bombay
Bombay (marathi: मुंबई ['mumbəi]) är en storstad på Indiens västkust. Det officiella namn som används av kommun och delstat sedan augusti 1996 är Mumbai. Staden är delstatshuvudstad i Maharashtra. Den passerade miljonstrecket vid folkräkningen 1911 och hade cirka 12,4 miljoner invånare vid den senaste folkräkningen (2011). Staden (formellt The Municipal Corporation of Greater Mumbai) består av distrikten Mumbai City och Mumbai Suburban. Storstadsområdet beräknades ha cirka 20 miljoner invånare 2018.

## Namnet
Lokalt uttalas namnet Mumba eller Mumbai i de vanligaste inhemska språken, men ett uttal på hindi är Bambai. Mumbai är en eponym som kommer från den lokala hinduiska gudinnan Mumbadevi. Etymologiskt kan namnet delas upp i Mumba, gudinnans namn, och Aai, "moder" på marathi. Modersgudinnan har dyrkats sedan 1400-talet.
På 1500-talet kom portugiserna och de tog namnet på hindi, Bambai, men skrev det Bom Baim, vilket snart tolkades som Bom Bahia, "God vik", vilket. Under den engelska koloniseringen anglifierades namnet till Bombay. Den indiska regeringen beslöt 1995 att staden officiellt skulle byta namn till Mumbai, efter nationalistiska strömningar som marathanationalister, som menade att Bombay var ett namn som påtvingats av kolnialisterna och att Mumbai är inhemskt. Mumbai fick snabbt genomslag i anglosaxiska språkområden. Svenska mediespråksgruppen menar att Bombay har hävdvunnen rätt på svenska, men noterar att Mumbai blir vanligare i svenskan. Än så länge, 2022, menar de att Mumbai ligger på framtiden beroende på vad språkbrukarna kommer att välja.

## Geografi
Från början låg Bombay på sju öar, som sammanbands genom ett av de första stora ingenjörsprojekten, iscensatt av guvernören William Hornby 1782 och slutfört 1784. Samtliga öar var sammanlänkade 1838, och på 1900-talet sammanfogades det som då var stadsön med den större ön i norr, Salsette.
Från Bombay utsträcker sig mot söder två landtungor, i väster Malabar Hill, med hinduernas heliga Walkeshwar, parsernas begravningsplatser ("tystnadens torn"), på havssidan, guvernörens gamla palats och en mängd villor i kolonial stil, samt i öster den från början av två öar (Old Woman's Island och Colaba) bestående landtungan.
Norr därom ligger stadsdelen Fort, med bland annat justitiepalatset, universitetsbiblioteket, regeringspalatset, stadshuset (med ett stort bibliotek), det gamla myntverket och tullhuset. Stadsdelen begränsas i väster av en vacker esplanad (med drottning Viktorias storartade, av fursten av Baroda bekostade marmorstaty), som skiljer Fort från den gamla Svarta staden (de fattigare stadsdelarna) i norr. Nordöst om denna och förr skild därifrån genom Great Indian Peninsular-järnvägen ligger stadsdelen Mazagaon med storartade hamnbassänger, och norr om denna ligger Victoria Gardens, med museum samt botanisk och zoologisk trädgård. Sin egenskap av fästning har staden för länge sedan förlorat; av de gamla befästningarna kvarstår kastellet och Fort George (byggt 1769) i stadsdelen Fort samt forten Mahim och Siwa vid öns norra ända. På öar i hamnen liksom på kusten ligger några fort.
Bombays folkmängd ökade mellan 2001 och 2005 med fler människor än vad som totalt bodde där 1901. Därför har staden sedan länge spillt över från vad som idag är City (distriktet Mumbai City). På Salsetteön finns det som idag kallas "Suburban Mumbai" (distriktet Mumbai Suburban). Nära Bombay ligger miljonstäderna Thane och Kalyan-Dombivali. Mellan Thane och distriktet Raigad ligger numera Navi Mumbai (Nya Bombay), en planerad satellitstad. På en ö utanför Bombay låg staden Bassein numera del av Vasai-Virar City. Bombayområdet ligger nära en förkastning i jordskorpan och löper viss risk för jordbävningar upp till 6,5 på richterskalan (så kallad zon 3).

### Klimat
Bombay har tropiskt klimat. Årsmedeltemperaturen är knappt 27 °C. Lägsta registrerade temperatur i staden är 7,4 °C från 22 januari 1962. Den högsta registrerade temperaturen är 42 °C. Monsunen, som kommer juni – september, ger riklig nederbörd.
|                                            | Jan | Feb | Mar | Apr | Maj | Jun | Jul | Aug | Sep | Okt | Nov | Dec |
| ------------------------------------------ | --- | --- | --- | --- | --- | --- | --- | --- | --- | --- | --- | --- |
| Normaldygnets maximitemperaturs medelvärde | 29  | 30  | 31  | 32  | 32  | 31  | 29  | 28  | 30  | 32  | 32  | 30  |
| Normaldygnets minimitemperaturs medelvärde | 18  | 19  | 22  | 25  | 27  | 27  | 26  | 25  | 25  | 24  | 22  | 20  |
|                                            |     |     |     |     |     |     |     |     |     |     |     |     |
| Nederbörd                                  | 0   | 0   | 0   | 0   | 12  | 529 | 607 | 455 | 332 | 82  | 5   | 0   |

| Diagram | temperaturer i °C • månadsnederbörd i mm | temperaturer i °C • månadsnederbörd i mm | temperaturer i °C • månadsnederbörd i mm | temperaturer i °C • månadsnederbörd i mm | temperaturer i °C • månadsnederbörd i mm | temperaturer i °C • månadsnederbörd i mm | temperaturer i °C • månadsnederbörd i mm | temperaturer i °C • månadsnederbörd i mm | temperaturer i °C • månadsnederbörd i mm | temperaturer i °C • månadsnederbörd i mm | temperaturer i °C • månadsnederbörd i mm | temperaturer i °C • månadsnederbörd i mm |
|         | 0 29 18                                  | 0 30 19                                  | 0 31 22                                  | 0 32 25                                  | 12 32 27                                 | 529 31 27                                | 607 29 26                                | 455 28 25                                | 332 30 25                                | 82 32 24                                 | 5 32 22                                  | 0 30 20                                  |

## Befolkning

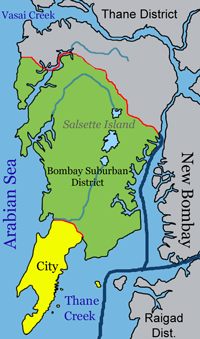
Karta

Inflyttningen har varit stor, särskilt sedan 1940-talet och Indiens självständighet. Mer än 50 % av invånarna tillhör etniciteter med ursprung utanför Maharashtra, något som Bal Thackeray och Shiv Sena gått till storms emot (jfr numera Akhil Bharatiya Sena). Det mest talade språket är inte det officiella marathi, utan bambaiya hindi, som är en blandning av hindi, urdu, marathi och engelska med en tillsats av egna ord. 68 % är hinduer, 17 % muslimer, 4 % kristna, 4 % buddhister och övriga 6 % är parser, jainister, sikher, judiska eller ateister.
Vid folkräkningen 2001 bodde inte mindre än 49 % av stadens befolkning i slum, vilket bland annat beror på överhettningen i stadens ekonomi och mark- och fastighetspriser. Den största slummen heter Dharavi och ligger mitt inne i storstadsområdet. Till de större folkgrupperna i Bombay hör gujaratis (i stadsdelarna Ghatkopar, Mulund, Borivali och Kandivali), sydindier som tamiler och malayalis (i stadsdelarna Chembur och Marol), parsis och sindhis i södra Bombay (söder om stadsdelen Dadar). Bene Israel är inte manstark, men en kulturhistoriskt intressant grupp i staden.

### Storstadsområdet
Bombayområdet är ett av världens folkrikaste och snabbast växande storstadsområden. Greater Mumbai Urban Agglomeration är en definition som arbetas fram av landets folkräkningsmyndighet och fastställs vart tionde år i samband med folkräkningen, vilken den senaste genomfördes den 1 mars 2011. Då uppgick invånarantalet till 18 394 912. Området består av Bombay samt städerna Ambarnath, Badlapur, Kalyan-Dombivali, Mira-Bhayandar, Navi Mumbai, Thane och Ulhasnagar.
Mumbai Metropolitan Region är en definition som används av lokala myndigheter i Bombay och Maharashtra som ett verktyg för områdesplanering i Bombay med närmaste omgivning. Detta område omfattar det centrala storstadsområdet samt närmaste omgivning, vilket inkluderar ytterligare några städer och även en del landsbygd. Befolkningen uppskattades till 19 280 000 invånare år 2005, på en yta av 4 465 kvadratkilometer.

## Politik
En kommun bildades i staden 1872 och kommunalstadgan är från 1888. Denna stadga har genomgått kontinuerliga förändringar och tillägg; ändringar kan göras av kommunen själv eller av delstaten, och då ofta på grund av grundlagsändring på federal nivå. Från början gällde kommunal rösträtt för skattebetalare. Sedan 1948 har alla vuxna medborgare rösträtt. 1950 och 1957 genomfördes kommunsammanslagningar, genom vilka förorterna blev en del av Brihanmumbai. 1972 blev marathi kommunens officiella språk. Efter en ändring i stadgan 1994 infördes 16 stadsdelsnämnder.
I valet till Lok Sabha representeras Bombay av 6 mandat. Val till Lok Sabha hålls vart femte år. I 2009 års val till Lok Sabha vann Kongresspartiet 5 och Nationella Kongresspartiet 1 av Bombays 6 mandat. 
Sedan Shiv Sena splittrats 2006 lyckades SS och BJP inte behålla något mandat. I 2014 års val till Lok Sabha vann Bharatiya Janata Party (BJP) 3 och Shiv Sena 3 av Bombays 6 mandat.
Borgmästare (titeln infördes 1931) är sedan 2017 Vishwanath Mahadeshwar (Shiv Sena), biträdande borgmästare (titeln infördes 1999) är sedan 2017 Hemangi Worlikar (Shiv Sena), vilka sitter på en 2,5-årig mandatperiod. Den jämfört med borgmästaren betydligt inflytelserikare stadsdirektören, som dock inte är politiskt tillsatt utan är indisk statstjänsteman, är sedan 2015 Ajoy Mehta, och Bombays polismästare, som utses av delstaten, är sedan 2016 Dattatray Padsalgikar.

## Ekonomi
Bombay är i ekonomiskt hänseende Indiens viktigaste stad - 16 % av all inkomstskatt och 35 % av all bolagsskatt som betalas i Indien, betalas i Bombay. Medelinkomsten är dubbelt så hög här som i delstaten Maharashtra i stort, och mer än tre gånger så hög som medelinkomsten i Indien. Vid folkräkningen 2001 beräknade man att antalet heltidssysselsatta i staden var 3 430 000, varav 2/3 arbetade i servicenäringar.
Stadens internationella flygplats, Chhatrapati Shivajis internationella flygplats, är Indiens mest trafikerade med 38 % av samtliga internationella passagerartransporter. Staden har Indiens bästa hamn, den enda naturliga djupvattenhamnen på västkusten, med export av mangan, bomullsprodukter och annat. I närliggande Trombay finns en kärnreaktor, som dock bara används i forskningssyfte.
Den indiska filmindustrin, "Bollywood", är koncentrerad till Bombay. I finanskvarteren i Nariman Point, men även i stadsdelarna Fort och Ballard Pier, finns viktiga institutioner som Indiens centralbanks huvudkontor och Indiens största börs, Bombaybörsen. Engelska är det dominerande handelsspråket. På minussidan kommer framförallt den tilltagande bristen på plats i Bombay, och därmed problem med framkomlighet och annat. Trots trängseln är staden ett centrum för textil- och verkstadsindustri, olje- och kemisk industri.

### Turism
Bland sevärdheterna i Bombay och dess omedelbara närhet finns Elephantagrottorna, Haji Alis mausoleum och Chhatrapati Shivajistationen (som alla finns med på Unescos världsarvslista).

## Historia
Staden bestod ursprungligen av sju mindre öar. På 200-talet f.Kr. utgjorde dessa öar en del av kung Ashokas rike.
En stad fanns redan omkring tiden för Kristi födelse på ön Elefanta. Ön Bombay fick under 1000-talet e. Kr. en ökad befolkning. Därefter lydde staden under olika härskare i Silharadynastin innan den 1343 annekterades av kungadömet Gujarat.
1534 erövrade portugiserna området kring nuvarande Bombay från Bahadur Shah av Gujarat. Området gavs sedan 1661 i hemgift till kung Karl II av England, när denne gifte sig med infantinnan Katarina av Bragança. Kungen hyrde i sin tur 1668 ut området till Brittiska Ostindiska Kompaniet mot en årlig ränta av 10 pund. Under Gerald Aungiers styrelse av ön 1669-1677 lades grunden till det som blev den moderna staden. Innan bolaget 1687 flyttade större delen av sin verksamhet till Surat hade befolkningen vuxit från 10 000 till 60 000. 1753 flyttade bolagets indiska högkvarter vidare till Calcutta.
1782 inledde Bombays dåvarande guvernör William Hornby det första av en rad projekt som syftade till att förena stadens sju öar trots motståndet från Ostindiska Kompaniet. Kostnaden för The Hornby Vellard (ungefär "Hornbys skrivbordsprodukt") beräknades till 100 000 rupier och stod färdigt 1784. Genom flera omfattande ingenjörsprojekt 1817-1845 förenades slutligen de sju öarna till Bombay Island på totalt 435 km². 1853 byggdes Indiens första järnväg mellan Bombay och Thana.
Under slutet av 1800-talet drabbades staden hårt av missväxt och epidemier. Svåra strejkoroligheter ägde rum 1919, 1924 och 1925. 1929 drabbades staden av svåra konflikter mellan den muslimska och hinduiska befolkningen.

### Presidentskapet Bombay

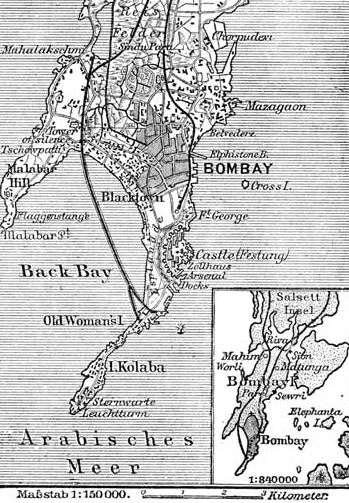
Tysk karta från 1888 över Bombay

Staden Bombay ingick under Brittiska Indiens tid i presidentskapet Bombay. Detta presidentskap (provins), med staden Bombay som huvudstad, låg indiska halvöns västra kust, mellan 13° 53' och 28° 45' nordlig bredd samt 66° 40' och 76° 30' östlig längd, omfattande 488 830 km², varav 318 516 km² omedelbart under brittisk förvaltning och 170 314 km² under lydfurstar. De portugisiska besittningarna Goa, Damaõ och Diu var enklaver i presidentskapet.
Bombay fick åter ökad betydelse i och med amerikanska inbördeskriget (1861–1865) och Suezkanalens öppnande 1869 då staden blev världens ledande bomullsmarknad och hamnens betydelse växte. Fram till slutet på andra världskriget upptog Bombay ännu bara 67 km² mellan Colaba i söder och Mahim och Sion i norr. Staden drabbades av våldsamma upplopp mellan muslimer och hinduer precis före Indiens självständighet 1947.

### Historiska händelser
- 600 f.Kr. — Första kända mänskliga bosättningen i området
- 1343 — Staden blir en del av Gujaratsultanatet
- 1534 — Området kring nuvarande staden förloras av sultanen till Portugal
- 1661 — Karl II får staden som hemgift
- 1668/1669 Brittiska Ostindiska Kompaniet tar över
- 1822 — Tidningen Mumbai Samachar börjar ges ut av Fardoonjee Marzban. Indiens äldsta ännu utkommande dagstidning
- 16 april, 1853 — Första järnvägen i Indien byggs mellan Bombay och Thane
- 1854 — Första bomullsspinneriet öppnas
- 1857 — University of Bombay öppnas
- 1887 — Victoria Jubilee Technological Institute (VJTI) öppnas.
- 1911 — George V av Storbritannien besöker staden och Gateway of India byggs till minnesmärke härav
- 1996 — Kommunen och delstaten börjar använda namnet Mumbai för staden
- 2004 — Det fjärde World Social Forum hålls i staden
- 2008 — Tio terroristattacker sker den 26 november

## Kända invånare
- Sachin Tendulkar | Anish Kapoor | Rudyard Kipling | Bhownaggree | Bhimrao Ramji Ambedkar | Rajiv Gandhi | Zubin Mehta | Merle Oberon | Salman Rushdie | Terence Hanbury White | Freddie Mercury